# Dalkey Island
Koordinaten: 53° 16′ N, 6° 5′ W

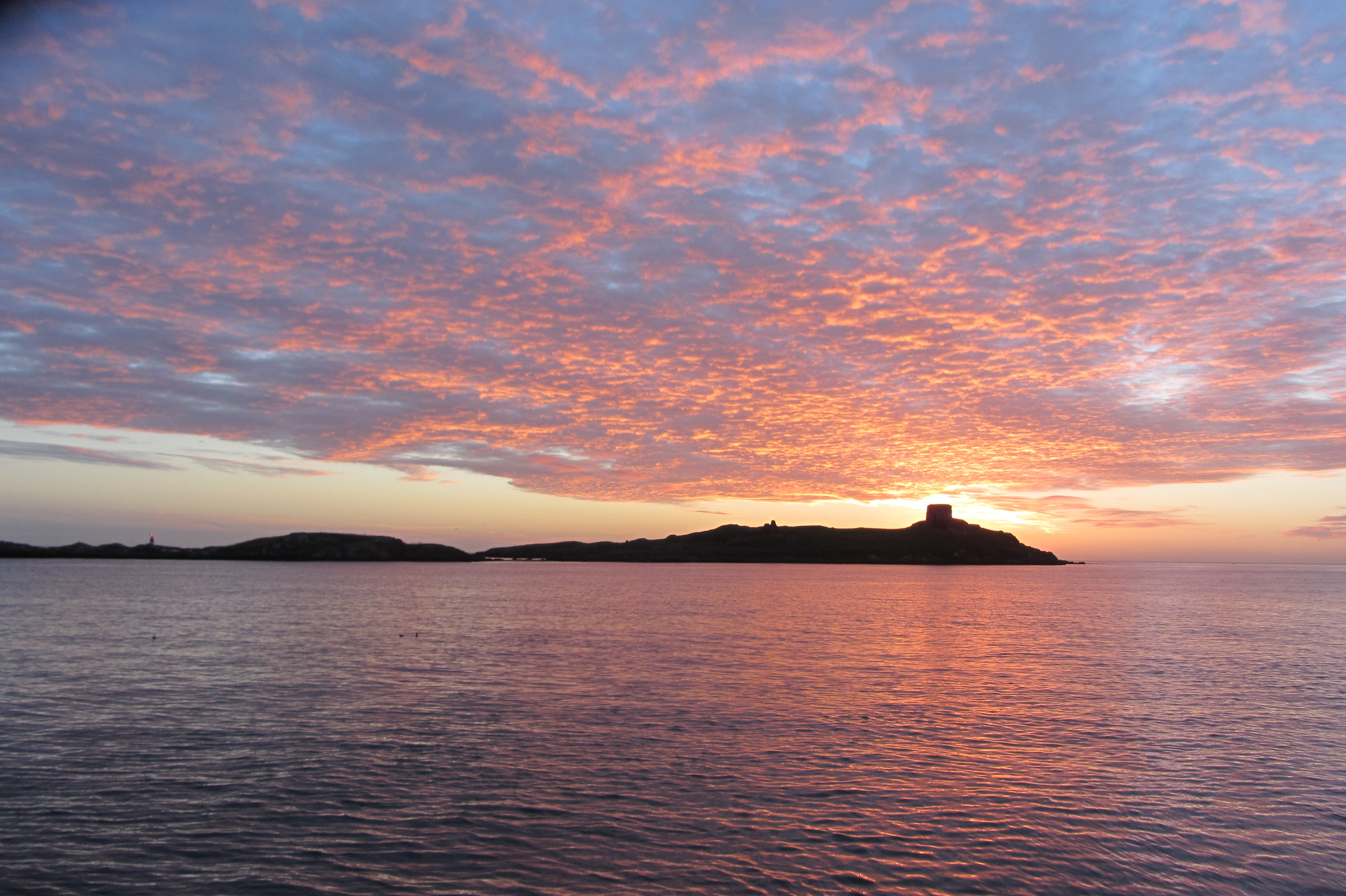
Dalkey Island

Dalkey Island (irisch Deilginis, „Dorneninsel“) ist eine rund neun Hektar große unbewohnte irische Insel.
Sie liegt rund 16 Kilometer südöstlich von der Hauptstadt Dublin an der Ostküste der Insel Irland rund 300 Meter vom Festland entfernt, auf dem sich die Stadt Dalkey befindet. 
Obwohl die Insel derzeit unbewohnt ist, befinden sich noch Überreste von Häusern, eine Kirchenruine und ein ehemaliger gut erhaltener Martello-Turm  aus der Zeit der Napoleonischen Kriege (1803–1815) auf der Insel. Vom drei Kilometer entfernten Hafen Dún Laoghaire aus ist es möglich die Insel zu besuchen.

## Geschichte
Es gibt Hinweise darauf, dass die Insel bereits im 4. Jahrtausend vor Christus bewohnt war und später auch als Wikinger-Basis genutzt wurde. Die Kirchenruine mit der Rathdown Slab und einem Taukreuz stammt aus dem 7. Jahrhundert und wurde nach St. Begnet benannt. Eine bronze- und eisenzeitliche Befestigungsanlage (ein Promontory Fort) am nördlichen Ende der Insel ist heute noch sichtbar vorhanden. Die im Osten vorgelagerten Felsen der Insel sind als „The Muglins“ bekannt und bilden eine Gefahr für die Schifffahrt. Sie wurden mit einem Leuchtfeuer ausgestattet. 

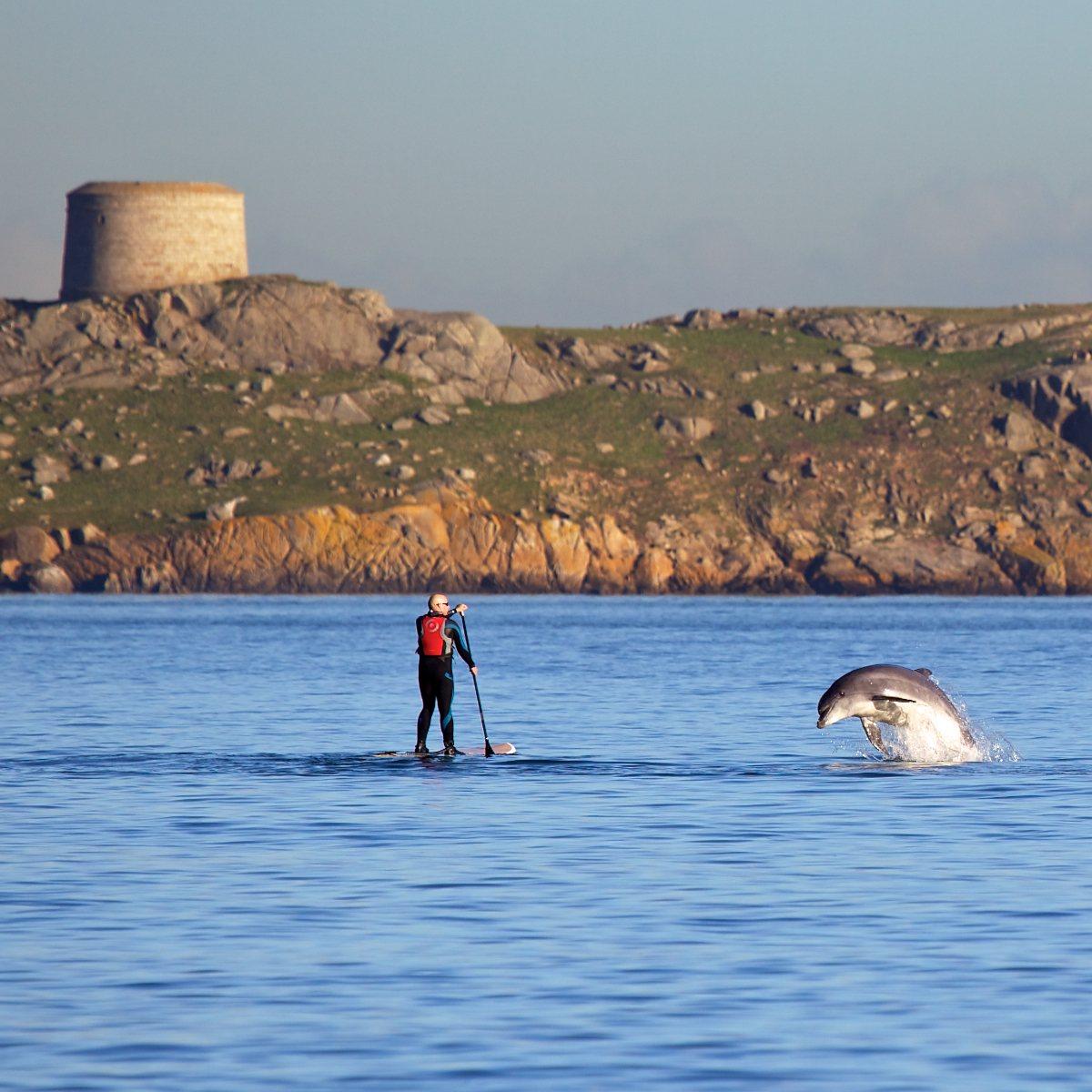
Tümmler vor Dalkey Island

Dalkey Island ist die Heimat einer Kolonie von Seehunden, die sich in den letzten Jahren vermehrt hat. Eine Herde von wilden Ziegen leben ebenfalls auf der Insel, sowie eine Kolonie von Rosenseeschwalben, die sich hauptsächlich auf dem vorgelegen Maiden Rock Felsen nördlich der Insel seit 1995 etabliert haben.
In jüngerer Zeit wurden vermehrt Tümmler rund um Dalkey Island gesichtet.